# Diplycosia annamensis
Diplycosia annamensis är en ljungväxtart som beskrevs av Herman Otto Sleumer. Diplycosia annamensis ingår i släktet Diplycosia och familjen ljungväxter. Inga underarter finns listade i Catalogue of Life.